# Peter Sidorkiewicz
Peter Sidorkiewicz (* 29. Juni 1963 in Dąbrowa Białostocka) ist ein ehemaliger kanadisch-polnischer Eishockeytorwart und jetziger -trainer, der in seiner aktiven Zeit von 1980 bis 1995 unter anderem für die Hartford Whalers, Ottawa Senators und New Jersey Devils in der National Hockey League gespielt hat. 

## Karriere
Peter Sidorkiewicz wanderte bereits als Jugendlicher mit seiner Familie nach Kanada aus. Seine Karriere als Eishockeyspieler begann er bei den Oshawa Generals, für die er von 1980 bis 1984 in der Juniorenliga Ontario Hockey League aktiv war. Mit den Generals gewann er in der Saison 1982/83 den J. Ross Robertson Cup und wurde im anschließenden Memorial Cup, dem Finalturnier um die Meisterschaft der Canadian Hockey League, in das All-Star-Team gewählt. Zudem erhielt er die Dave Pinkney Trophy für den niedrigsten Gegentorschnitt der OHL. Im NHL Entry Draft 1981 wurde der Torwart in der fünften Runde als insgesamt 91. Spieler von den Washington Capitals ausgewählt, für die er allerdings nie spielte. Stattdessen wurde er, nachdem er die Saison 1984/85 bei den Fort Wayne Komets aus der International Hockey League begonnen hatte, am 12. März 1985 zusammen mit Dean Evason im Tausch für David Jensen an die Hartford Whalers abgegeben.
In seinen ersten vier Jahren im Franchise der Hartford Whalers spielte Sidorkiewicz fast ausschließlich für deren Farmteam, die Binghamton Whalers aus der American Hockey League, ehe er gegen Ende der Saison 1987/88 sein Debüt in der National Hockey League für Hartford gab. In den folgenden vier Spielzeiten stand der gebürtige Pole regelmäßig für die Hartford Whalers in der NHL zwischen den Pfosten, ehe er am 18. Juni 1992 im NHL Expansion Draft von den neugegründeten Ottawa Senators verpflichtet wurde. In Ottawa spielte er eine gute erste Spielzeit, woraufhin er 1993 für das NHL All-Star Game nominiert wurde. 
Im Sommer 1993 wechselte Sidorkiewicz zu den New Jersey Devils, für die er in den folgenden fünf Jahren nur vier Spiele in der NHL absolvierte, während er die restliche Zeit bei deren AHL-Farmteam, den Albany River Rats, sowie die Saison 1994/95 bei seinem Ex-Club Fort Wayne Komets aus der IHL verbrachte. Im Anschluss an die Saison 1997/98 beendete er im Alter von 34 Jahren seine aktive Laufbahn. 
Von 1999 bis 2011 war er für die Erie Otters aus der Ontario Hockey League tätig. Zunächst war er sieben Jahre lang Assistenztrainer, ehe er zum Cheftrainer der Otters befördert wurde. Im Laufe der Saison 2007/08 wurde er auf dieser Position durch Robbie Ftorek abgelöst und rückte anschließend wieder ins zweite Glied als Assistenztrainer.   

### International
Für Kanada nahm er an der Weltmeisterschaft 1989 teil, bei der er mit seiner Mannschaft die Silbermedaille gewann. Als Ersatztorwart kam er im Turnierverlauf zu einem Einsatz.

## Erfolge und Auszeichnungen
| - 1983 J.-Ross-Robertson-Cup-Gewinn mit den Oshawa Generals - 1983 Dave Pinkney Trophy (gemeinsam mit Jeff Hogg) - 1983 Memorial Cup Tournament All-Star Team - 1984 OHL Third All-Star Team | - 1987 AHL Second All-Star Team - 1989 NHL All-Rookie Team - 1993 Teilnahme am NHL All-Star Game - 1997 Teilnahme am AHL All-Star Classic |

### International
- 1989 Silbermedaille bei der Weltmeisterschaft